# Hieracium caesitium
Hieracium caesitium es una especie de planta con flor del género Hieracium, de la familia Asteraceae, orden Asterales.

## Distribución
Hieracium caesitium se distribuye por Inglaterra, Noruega, Suecia, Finlandia, Francia, Alemania, Austria y Rusia noreuropea.

## Taxonomía
Fue descrita científicamente por (Norrl.) Brenner. Fue publicada en Meddeland. Soc. Fauna Fl. Fenn. 18: 122 (1892).